# Жуліо Гоес
Жуліо Гоес (порт. Júlio Góes; нар. 25 жовтня 1955) — колишній бразильський тенісист.
Найвищу одиночну позицію світового рейтингу — 68 місце досяг 11 листопада 1985, парну — 128 місце — 2 січня 1984 року.

## Фінали Гран-прі за кар'єру

### Одиночний розряд: 1 (0–1)
| Результат | W/L | Дата     | Турнір         | Покриття | Суперник        | Рахунок  |
| --------- | --- | -------- | -------------- | -------- | --------------- | -------- |
| Поразка   | 0–1 | Лис 1983 | Баїя, Бразилія | Тверде   | Педро Реболледо | 3–6, 3–6 |

### Парний розряд: 1 (0–1)
| Результат | W/L | Дата     | Турнір               | Покриття | Партнер    | Суперники                        | Рахунок  |
| --------- | --- | -------- | -------------------- | -------- | ---------- | -------------------------------- | -------- |
| Поразка   | 0–1 | Лют 1983 | Вінья-дель-Мар, Чилі | Ґрунт    | Ней Келлер | Ганс Гільдемайстер Белус Прахокс | 3–6, 1–6 |

## Титули на челленджерах

### Одиночний розряд: (5)
| Ранг | Рік  | Турнір                   | Покриття | Суперник        | Рахунок  |
| ---- | ---- | ------------------------ | -------- | --------------- | -------- |
| 1.   | 1981 | Ріо-де-Жанейро, Бразилія | Ґрунт    | Пабло Аррая     | 6–3, 6–3 |
| 2.   | 1982 | Сан-Паулу, Бразилія      | Килим    | Ней Келлер      | 7–5, 6–1 |
| 3.   | 1983 | Сантус, Бразилія         | Ґрунт    | Карлус Кірмайр  | 6–2, 6–3 |
| 4.   | 1985 | Куритиба (1), Бразилія   | Ґрунт    | Густаво Герреро | 6–4, 6–0 |
| 5.   | 1985 | Куритиба (2), Бразилія   | Ґрунт    | Мілан Шрейбер   | 6–4, 6–4 |

### Парний розряд: (2)
| Ранг | Рік  | Турнір                  | Покриття | Партнер         | Суперники                 | Рахунок  |
| ---- | ---- | ----------------------- | -------- | --------------- | ------------------------- | -------- |
| 1.   | 1982 | Сан-Паулу, Бразилія     | Тверде   | Жівалдо Барбоза | Томас Кош Кассіу Мотта    | 6–4, 6–1 |
| 2.   | 1985 | Белу-Оризонті, Бразилія | Ґрунт    | Массімо Сієрро  | Жівалдо Барбоза Іван Клей | 6–3, 6–4 |